# Afzal al-Hosseini

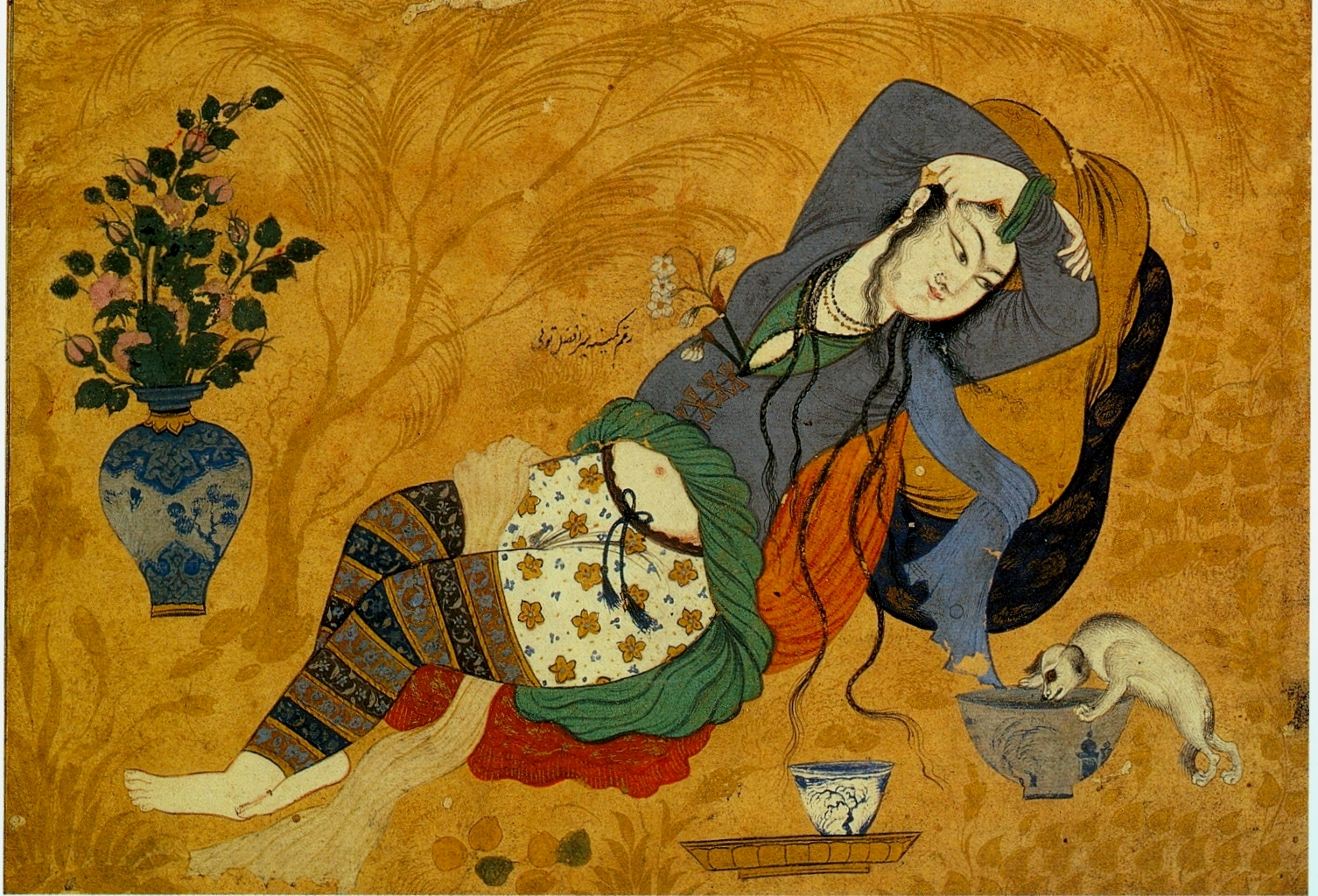
Мir Afzal Tuni, Dame alanguie observant son chien laper du vin, vers 1640 (Londres, British Museum)

Afzal al-Hosseini, ou bien Mir Afzal Tuni, ou encore simplement Afzal, est un peintre d'enluminures persanes qui fut actif entre 1640 et 1651.
Afzal est l'un des plus fidèles successeurs du grand Reza Abbasi. Il fut même un temps où les spécialistes confondaient ses premiers travaux avec les miniatures de la dernière période de Reza. Afzal compose des sujets issus du répertoire de son maître: il peint ainsi des adolescents ou bien des scènes d'amoureux avec une grande sensualité. Il travaille sous le règne du chah Abbas II (1642-1666) alors que le pays vit une époque relativement paisible et prospère. L'on remarque aussi que la morale est de ce fait beaucoup moins rigoureuse et qu'il existe même, sous ce règne, toute une production d'illustrations érotiques impies, ce qui provoque des protestations de la part des mollahs. 

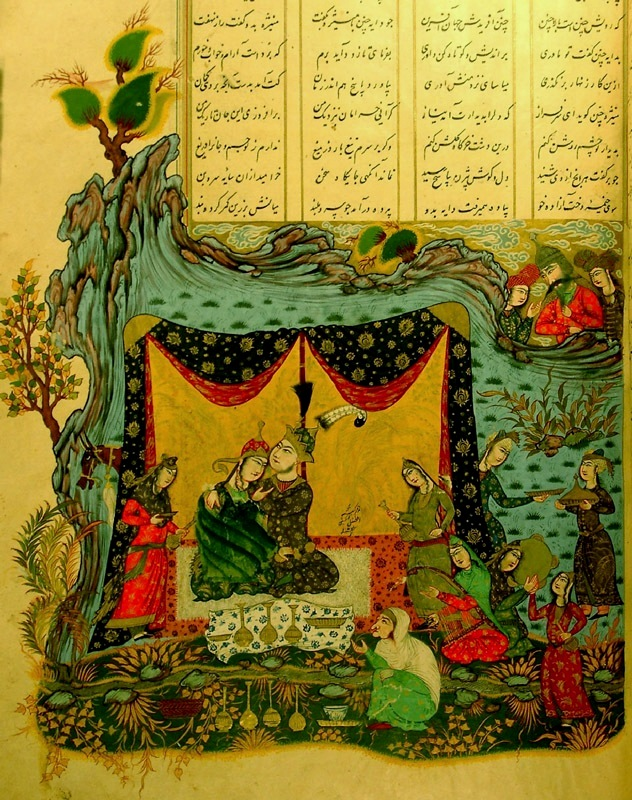
Mir Afzal: Manijeh reçoit Bijan dans une prairie, miniature du Barzounameh (1644), Saint-Pétersbourg, Bibliothèque nationale russe

La diffusion d'illustrations érotiques ne s'explique pas seulement par la décadence des mœurs, mais aussi par le fait que se répandent de plus en plus des gravures européennes en Perse et en Asie centrale qui représentent des nus artistiques, considérés en Europe comme des modèles esthétiques tout à fait classiques, contrairement à l'Orient. Les miniaturistes persans se mettent alors à suivre les canons esthétiques occidentaux, oubliant la rigueur de la piété musulmane traditionnelle. C'est à ce courant occidentalisé que se rattache la miniature la plus fameuse d'Afzal, intitulée Dame observant son chien laper du vin. L'idée de représenter une femme alanguie et lascive est empruntée à Reza Abbasi, qui avait copié une gravure de Marcantonio Raimondi pour représenter une femme endormie. Afzal va plus loin, car il relève le haut de la jupe du personnage qui dénude ainsi son nombril et dévoile la douceur de son ventre, tout en laissant voir ses cuisses légèrement vêtues

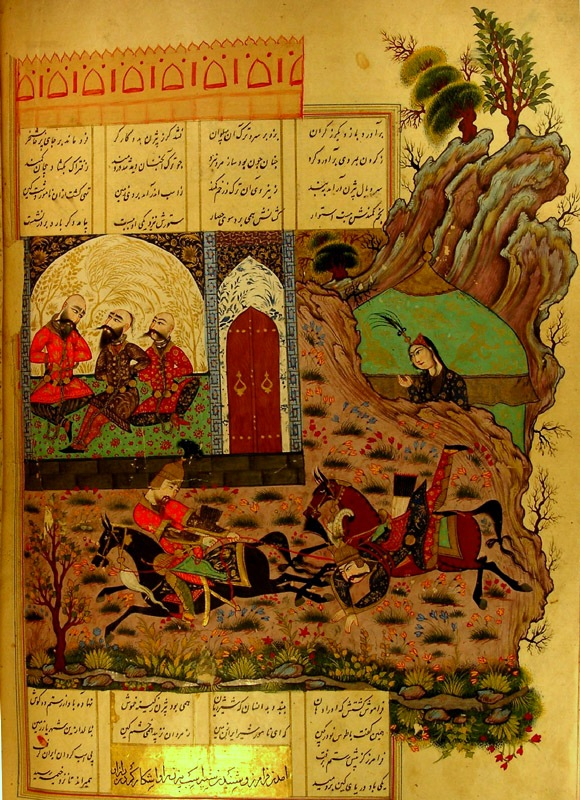
Mir Afzal, Guerrier turc capturant Bijan, miniature du Bourzanameh (1651), Saint-Pétersbourg, Bibliothèque nationale russe

Une autre particularité de son œuvre est le fait qu'il préfère - contrairement aux dessins à la mode utilisant des couleurs légères - des illustrations avec une gamme de couleurs vives et rehaussées d'or, jusqu'à saturation. 
L'œuvre la plus importante à laquelle il ait participé est la réalisation d'une version du Livre des rois commandée en 1642 par le commandant de la Garde du chah pour l'offrir au roi Abbas II et qui est achevée en 1651. Cette version est conservée aujourd'hui à la Bibliothèque nationale russe de Saint-Pétersbourg. Le manuscrit a été apporté à Saint-Pétersbourg par Khosrow Mirza pour être offert à l'empereur de Russie, après l'assassinat en Perse en 1829 du diplomate et fameux écrivain russe Griboïedov, comme témoignage de deuil. Il comporte cent quatre-vingt-douze miniatures (dont soixante-deux du pinceau d'Afzal) et il est de plus grand format qu'habituellement pour ce genre de recueil. En plus du Livre des rois, le manuscrit contient les longs poèmes du Herchaspnameh et du Barzounameh.
Le style des miniatures est caractéristique de la seconde moitié du XVIIe siècle, lorsque les artistes commencent à se détourner de la tradition classique pour inventer de nouvelles compositions.